# Провулок Раїси Букіної (Київ)
Прову́лок Раї́си Бу́кіної — провулок у Святошинському районі міста Києва, селище Біличі. Пролягає від вулиці Раїси Букіної до вулиці Академіка Булаховського.

## Історія
Провулок виник у першій половині XX століття, мав назву Комсомольський. Сучасна назва на честь діяча київського антифашистського підпілля Раїси Букіної — з 1966 року.

## Зображення

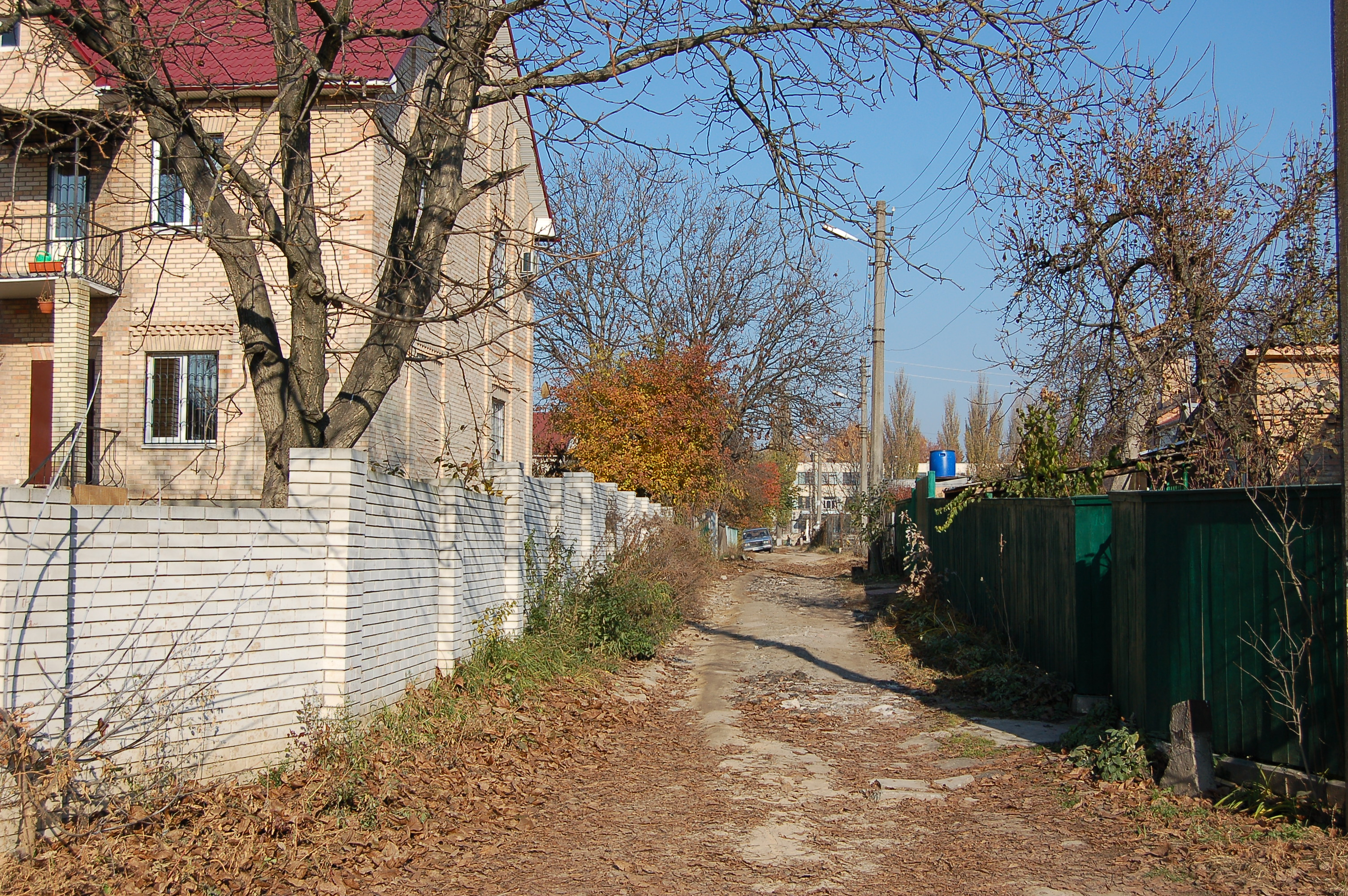
Провулок Раїси Букіної